# Son of a Liar
Son of a Liar, skriven av Marcos Ubeda, var det bidrag som Carina Jaarnek framförde i den svenska Melodifestivalen 2002. Bidraget deltog vid deltävling 4 i Falun den 8 februari 2002, och slutade på fjärde plats. Det gick vidare till "vinnarnas val", men lyckades inte ta sig till finalen.